# Miriam Butkereit
Miriam Butkereit, née le 8 mai 1994 à Hambourg, est une judokate allemande, concourant en -70 kg.

## Carrière
Une semaine avant les Jeux olympiques d'été de 2024, elle subit une commotion lors d'un entraînement. Malgré ça, elle réussit à remporter la médaille d'argent en -70 kg, battue seulement en finale par la Croate Barbara Matić avec un waza-ari. C'est sa première médaille internationale en individuel.

## Palmarès

### Compétitions internationales
| Année | Compétition           | Lieu     | Résultat | Catégorie         |
| ----- | --------------------- | -------- | -------- | ----------------- |
| 2022  | Championnats du monde | Tachkent | 3e       | Par équipes mixte |
| 2023  | Jeux européens        | Cracovie | 2e       | Par équipes mixte |
| 2024  | Jeux olympiques       | Paris    | 2e       | Moins de 70 kg    |